# Hans Ekegardh
Hans Adolf Lukas Ekegårdh ou Hans Ekegardh, né à Kristianstad le 7 janvier 1881 et mort le 14 mai 1962 à Paris 19e, est un peintre suédois.

## Biographie
Fils d'Oscar Ekegårdh et Anna Hanson, il étudie d'abord la musique à l'École royale supérieure de musique de Stockholm et devient à Paris, en 1902, premier violon. Les revenus étant insuffisants, il commence à peintre en 1908.
Il épouse en 1910 la peintre Marguerite Lemaire, connue sous le nom de Marguerite Ghy-Lemm.
Il expose au Salon d'automne, au Salon des Tuileries, au Salon des indépendants ainsi que dans de nombreuses Galeries dont Bernheim jeune et Marcel Bernheim. En 1928, il présente au Salon d'automne les toiles Décoration et Place de la Concorde. Il prend part l'année suivante à l'Exposition d'art suédois organisée au Musée du Jeu-de-Paume.
Ses œuvres sont conservées, entre autres, au Nationalmuseum, au Musée Carnavalet et au Musée Bernadotte.